# 木之岡古墳群
木之岡古墳群（日语：／ Konookakofungun）是位於日本滋賀縣大津市木之岡町的一處古墳群。雖然實際的入葬者不明，但是宮內廳認為其下轄的木之岡本塚古墳（又稱木之岡丸山古墳）是第38代天智天皇皇后倭姬的陵墓，稱為下坂本陵墓參考地，另外也認為同屬此古墳群的五座古墳為本塚古墳的陪葬墓。

## 概要

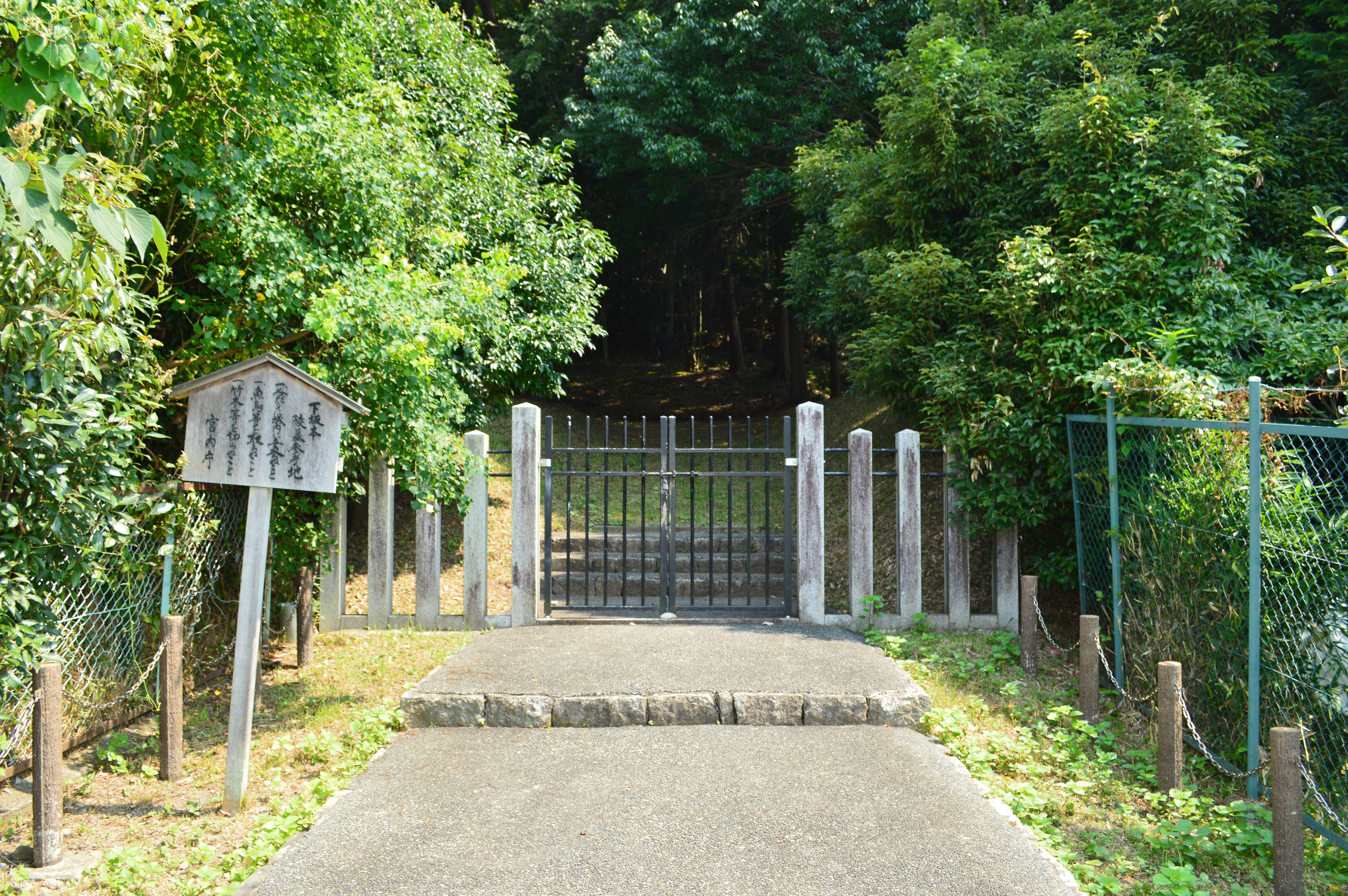
下坂本陵墓參考地 拜所

古墳群位於滋賀縣琵琶湖西南，所在的木之岡丘陵面向琵琶湖。丘陵上建有一座前方後圓墳（茶臼山）、一座扇貝形古墳（本塚）和三座圓墳（御前塚、首塚和新塚），另外嚴格來說雖然是屬於車塚古墳群，但是也同時歸入此古墳群的還有位於大宮川下流的平地的兩座圓墳（車塚和鹿道）。
古墳群內位處於最高的本塚古墳（丸山古墳）是一座墳丘長73米，高10米的扇貝形古墳，墳丘有兩層，其表面鋪有葺石，但是並未發現有埴輪。有意見認為東面的三座圓墳（御前塚、首塚和新塚）是本塚古墳的陪葬墓，雖然時期不同，但是有傳入葬者是第38代天智天皇皇后倭姬，宮內廳也視此古墳為其的陵墓參考地。
位於丘陵上最南的茶臼山古墳是一座墳丘長84米，後圓部分高6米的前方後圓墳，墳丘為一層，其表面鋪有葺石，並且出土了少量埴輪。墓室形態推測為木棺直葬或粘土槨。1978年，在前方部分北面展開的考古調查中發現了周濠，並且出土了大量的壺形土器。另外，此古墳的前方部分附近曾經有另一座墳丘長約40米的前方後圓墳，但是現在已經消失。
古墳群推測建於古墳時代中期（5世紀），附近則建有平石古墳等終末期古墳，由於日吉大社也在古墳群的附近，因此古墳被認為是湖南地域唯一的首長墓群而受到注目。

## 一覽
| 古墳名稱              | 所在地         | 位置                                                     | 墳形       | 規模       | 宮內廳治定              | 說明                        |
| --------------------- | -------------- | -------------------------------------------------------- | ---------- | ---------- | ----------------------- | --------------------------- |
| 本塚古墳 （丸山古墳） | 大津市木之岡町 | 35°4′44.22″N 135°52′58.87″E / 35.0789500°N 135.8830194°E | 扇貝形古墳 | 墳丘長73米 | 下坂本陵墓參考地        |                             |
| 御前塚古墳            | 大津市木之岡町 | 35°4′46.25″N 135°53′3.68″E / 35.0795139°N 135.8843556°E  | 圓墳       |            | 下坂本陵墓參考地飛地1號 |                             |
| 首塚古墳              | 大津市木之岡町 | 35°4′42.72″N 135°53′1.32″E / 35.0785333°N 135.8837000°E  | 圓墳       |            | 下坂本陵墓參考地飛地2号 |                             |
| 茶臼山古墳            | 大津市木之岡町 | 35°4′35.42″N 135°52′59.40″E / 35.0765056°N 135.8831667°E | 前方後圓墳 | 墳丘長84米 | 下坂本陵墓参考地飛地3號 | 1978年考古調查              |
| 新塚古墳              | 大津市木之岡町 | 35°4′45.13″N 135°53′4.85″E / 35.0792028°N 135.8846806°E  | 圓墳       |            | 下坂本陵墓參考地飛地4號 |                             |
| 車塚古墳              | 大津市比叡辻   | 35°4′27.77″N 135°52′53.70″E / 35.0743806°N 135.8815833°E | 圓墳       | 直徑25米   | 下坂本陵墓參考地飛地5號 | 車塚古墳群 1990年度考古調查 |
| 鹿道古墳              |                |                                                          | 圓墳       | 直徑14.3米 |                         | 車塚古墳群                  |

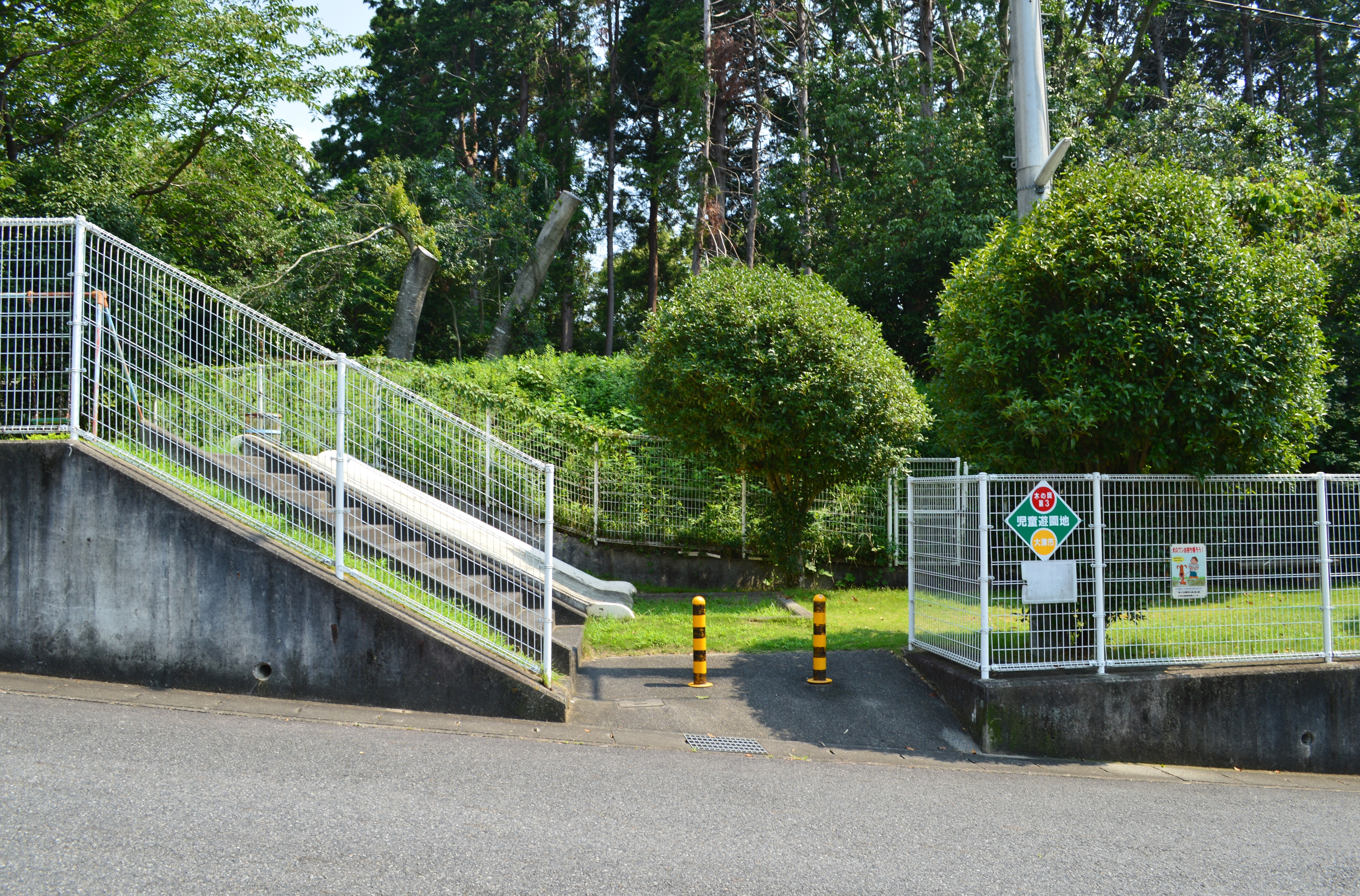
御前塚古墳（飛地1號）
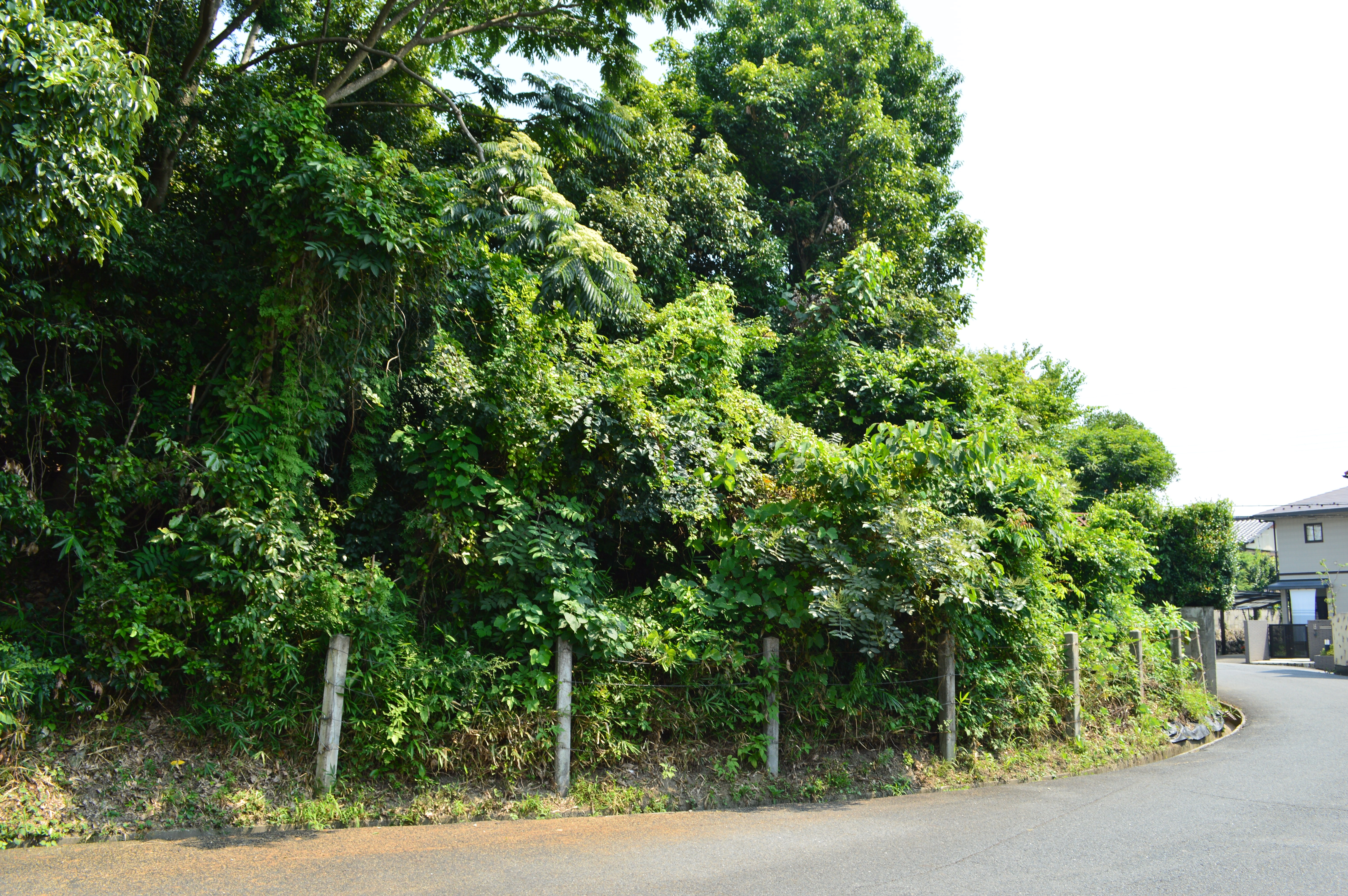
首塚古墳（飛地2號）
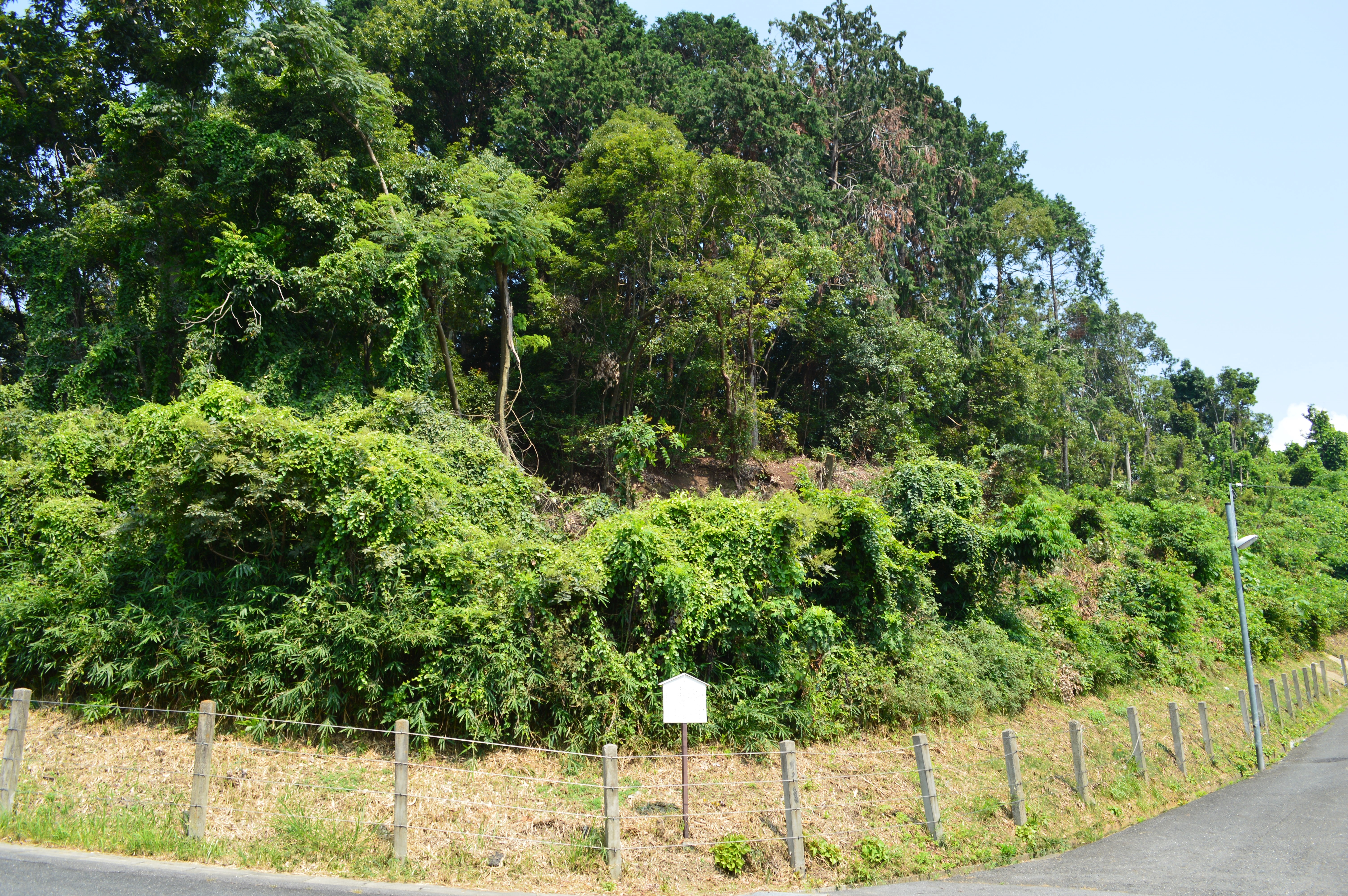
茶臼山古墳（飛地3號）
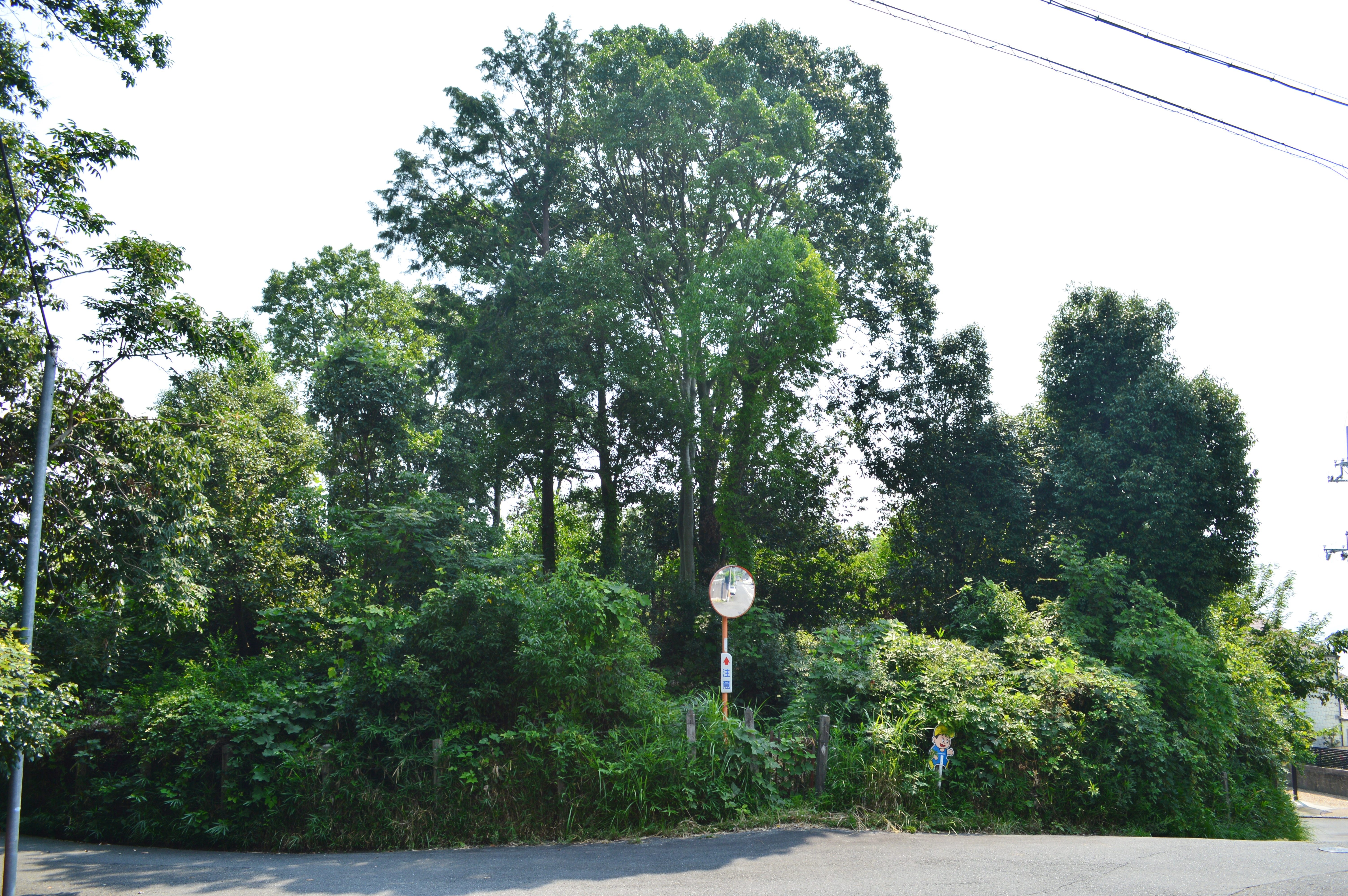
新塚古墳（飛地4號）
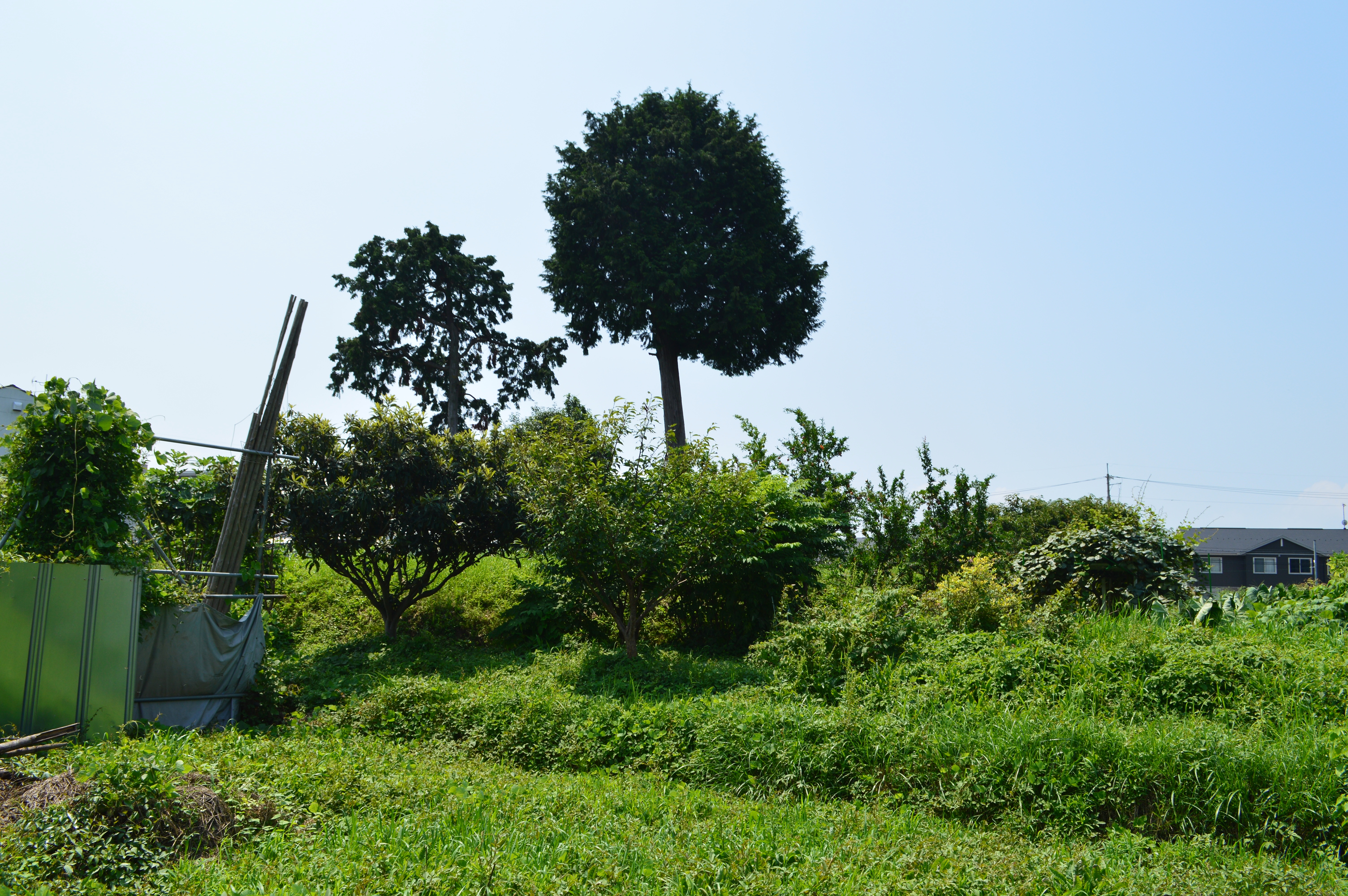
車塚古墳（飛地5號）

## 外部連結
- 木の岡古墳群